# (4599) Rowan
(4599) Rowan – planetoida z pasa głównego asteroid okrążająca Słońce w ciągu 5 lat i 142 dni w średniej odległości 3,07 j.a. Została odkryta 5 września 1985 roku w La Silla Observatory przez Henriego Debehogne. Nazwa planetoidy pochodzi od Michaela Rowana-Robinsona, brytyjskiego astronoma. Przed nadaniem nazwy planetoida nosiła oznaczenie tymczasowe (4599) 1985 RZ2.